# 韮崎市民バス

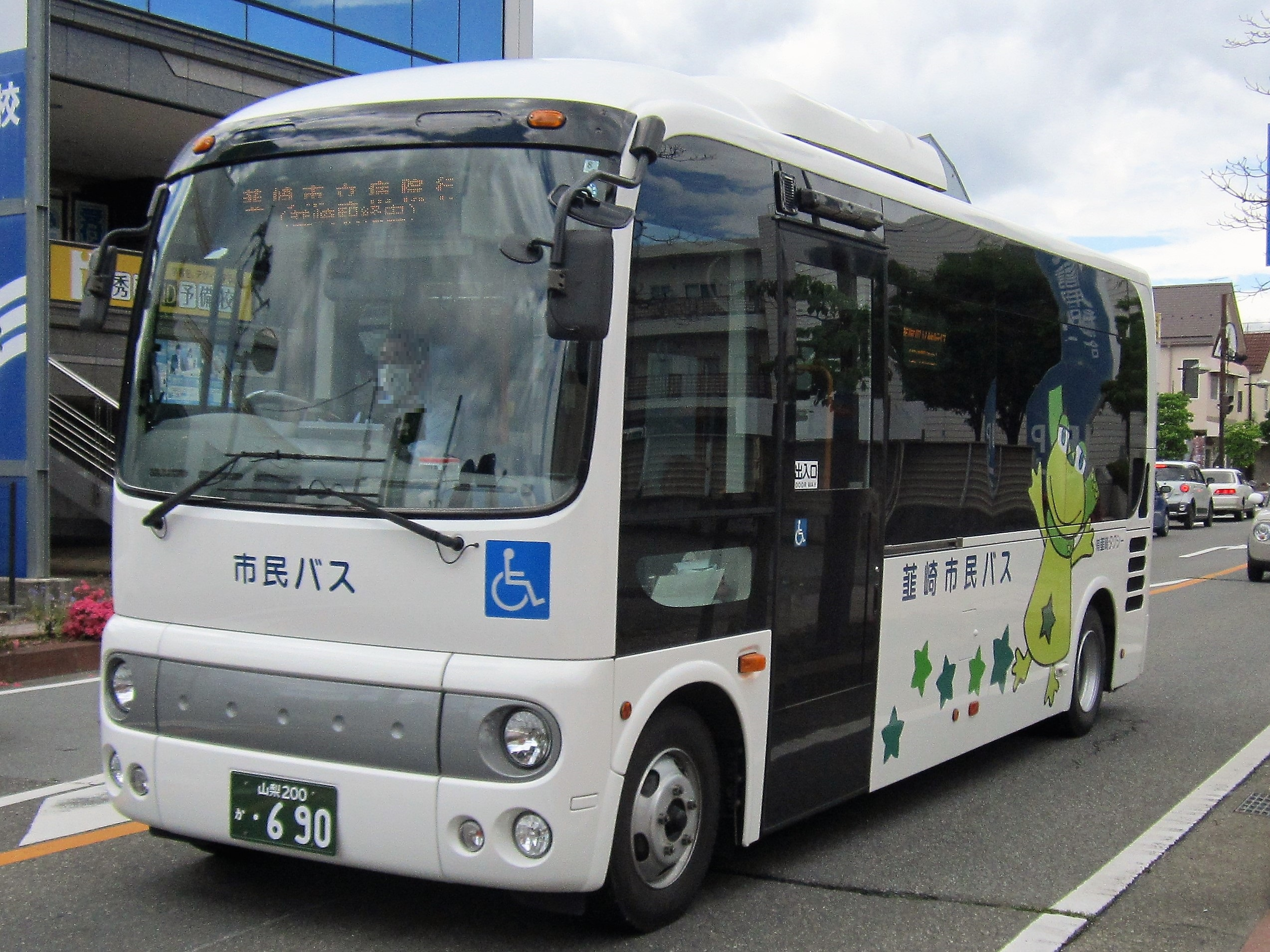
韮崎市民バス

韮崎市民バス（にらさきしみんバス）は、山梨県韮崎市で運行するコミュニティバス。

## 現行路線

### 穂坂線
- 韮崎市立病院 - 韮崎駅 - 韮崎高校 - 韮崎インター入口 - 穂坂小学校 - 柳平

### 社会福祉村線
- 韮崎市立病院 - 韮崎駅 - 韮崎市役所 - 鍋山下 - 鍛冶屋 - 県立北病院 - 社会福祉村

### 円野線
- 韮崎市立病院 - 韮崎駅 - 韮崎市役所 - 鍋山下 - 韮崎大村美術館前 - 武田 - 折居 - 上円井上

### 竜岡線
- 韮崎市立病院 - 韮崎駅 - 船山橋 - 竜岡中央公民館